# Sarsina
Sarsina – miejscowość i gmina we Włoszech, w regionie Emilia-Romania, w prowincji Forlì-Cesena.
Według danych na rok 2004 gminę zamieszkiwały 3662 osoby, 36,6 os./km².
Według przekazów starożytnych, z Sarsiny pochodził Plaut.

## Miasta partnerskie
- Grebenstein
- Lezoux
- Lopik